# Dom pełen drzwi
Dom pełen drzwi – jedyny album studyjny polskiego zespołu hip-hopowego 3xKlan wydany nakładem oficyny S.P. Records w 1997 roku. Poprzedzał go singiel „Łza wyobraźni".
W 1997 roku album uzyskał nominację do nagrody polskiego przemysłu fonograficznego Fryderyka w kategorii „najlepszy album rap/hip-hop”.
Pochodzący z albumu utwór pt. „Drzwi I: Pozytywka” znalazł się na 113. miejscu na liście „120 najważniejszych polskich utworów hip-hopowych” według serwisu T-Mobile Music.

## Lista utworów
Opracowano na podstawie materiału źródłowego.
1. „Drzwi I: Pozytywka” (gościnnie: Aneta Karkus) – 4:33
2. „Drzwi II: ohtaM zemadaR” – 3:56
3. „Drzwi III: Dom pełen drzwi” – 4:33
4. „Drzwi IV: Olewały go” – 3:44
5. „Drzwi V: Weź już nie smuć” – 4:18
6. „Drzwi VI: Rymologia” (gościnnie: MZD) – 5:58
7. „Drzwi VII: Bestia w klatce” – 3:31
8. „Drzwi VIII: Ci!” – 1:35 (utwór instrumentalny)
9. „Drzwi IX: Dlaczego mnie nie kochasz?” – 3:46
10. „Drzwi X: Perfekt” – 2:53
11. „Drzwi XI: Human Bit” – 3:01
12. „Drzwi XII: Pa-s-artowy” – 1:14
13. „Drzwi XIII: Zielona relacja” (gościnnie: Stalek) – 4:21
14. „Drzwi XIV: Olewały go (remix)” – 3:26
15. „Drzwi XV: Łza wyobraźni” (gościnnie: Aneta Karkus i Iza Korpikiewicz) – 3:52

## Twórcy
Opracowano na podstawie materiału źródłowego.

- Sebastian „Rahim/rahiM-o-Logus” Salbert – produkcja (1–2, 4–10, 12–15), słowa (1, 3–7, 9–10, 12–14), wokal (1, 3–7, 9-10, 12–15)
- Arkadiusz „Bak” Juńczyk – produkcja (3, 10–11), beatbox (11, 15), trąbka (8, 11), skrecze (11), słowa (1, 3–6, 9–11, 13–15), wokal (1, 3–6, 9–11, 13–15)
- Mateusz „Matho Radamez” Rajda – słowa (1–6, 9, 13–14), wokal (1–6, 9, 13–15)
- Sebastian „DJ Bambus” Michalski – skrecze (2, 4–7, 13–14)
- „Mephiston” – oprawa graficzna
- Aneta Karkus – wokal wspierający (1, 15)
- Izabela Korpikiewicz – wokal wspierający (15)
- Joanna Frydrych – melorecytacja (4)
- Radosław „Kams” Kamycki (MZD) – wokal (6), słowa (6)
- „Kew” (MZD) – wokal (6), słowa (6)
- Łukasz „Lelo” Brząkała (MZD) – wokal (6), słowa (6)
- Aleksander „Stalek” Stawowy – gitara (13)
- Stefan Sendecki – instrumenty klawiszowe
- Zbigniew Malicki – mastering
- Grzegorz Zawada – miksowanie
- Michał Kuczera – miksowanie